# Santa Paola Romana

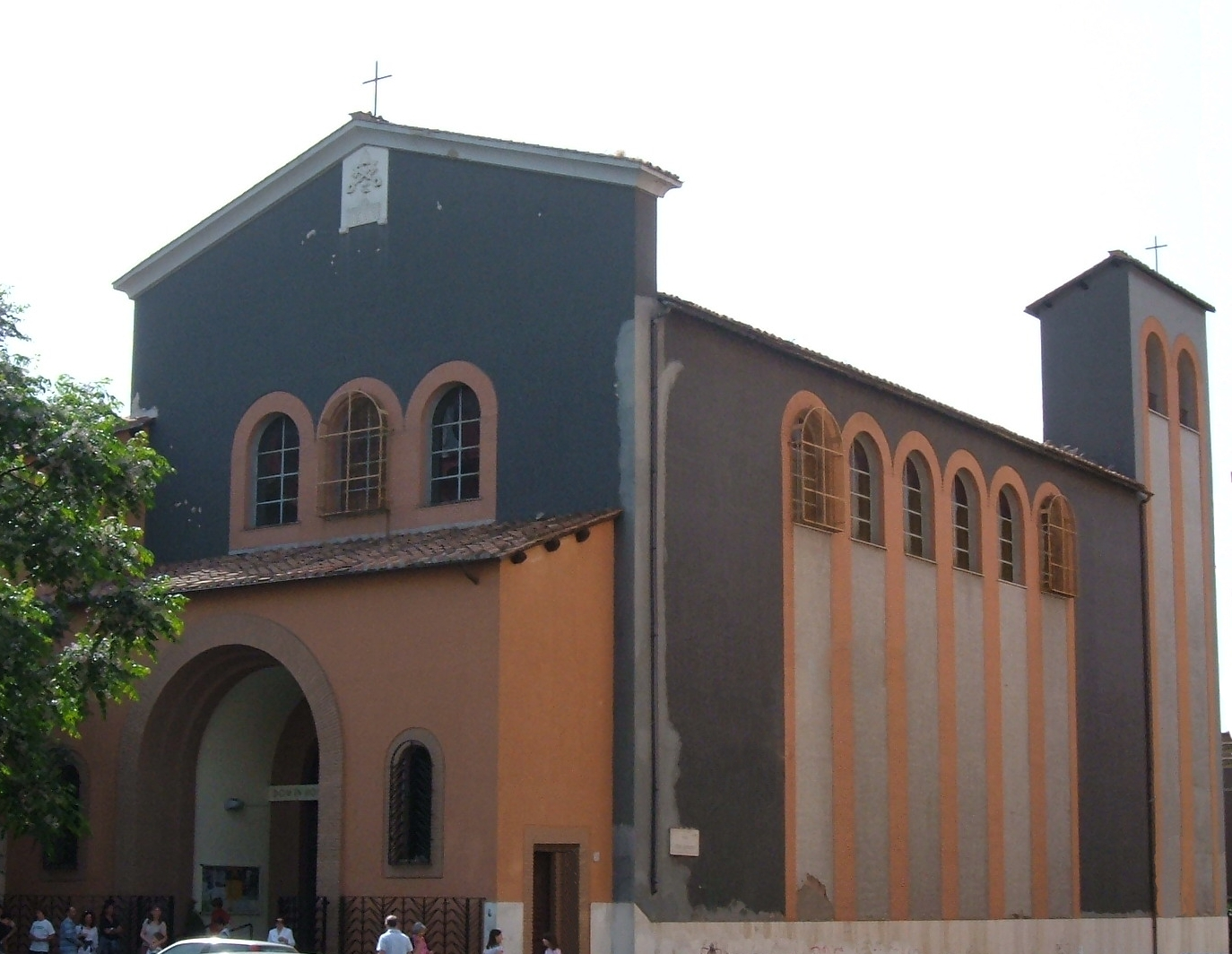
Vista da igreja.

Santa Paola Romana é uma igreja de Roma localizada na Via Duccio Galimberti, no bairro de Balduina do quartiere Trionfale. É dedicada a Santa Paula de Roma. O cardeal-presbítero protetor do título cardinalício de Santa Paula de Roma é Soane Patita Paini Mafi, bispo de Diocese de Tonga.

## História
A igreja de Santa Paola Romana foi construída no lugar de uma igreja mais antiga, Santa Maria del Pozzo fuori Porta Angelica (em latim: Sancta Maria Virgo a Puteo extra Portam Angelicam) e popularmente conhecida como Madonna del Pozzo, à volta da qual ficava um pequeno bairro (borgo) homônimo. A presença do edifício, de propriedade do capítulo da Basílica de São Pedro, no Vaticano e parte do território da paróquia de San Lazzaro, foi atestada no final de 1566. Ali era venerada uma imagem da "Virgem com o Menino" que, segundo a tradição, havia sido recuperada no interior do poço. A igreja, que ficava atrás do edifício atual, foi demolida em 1961.

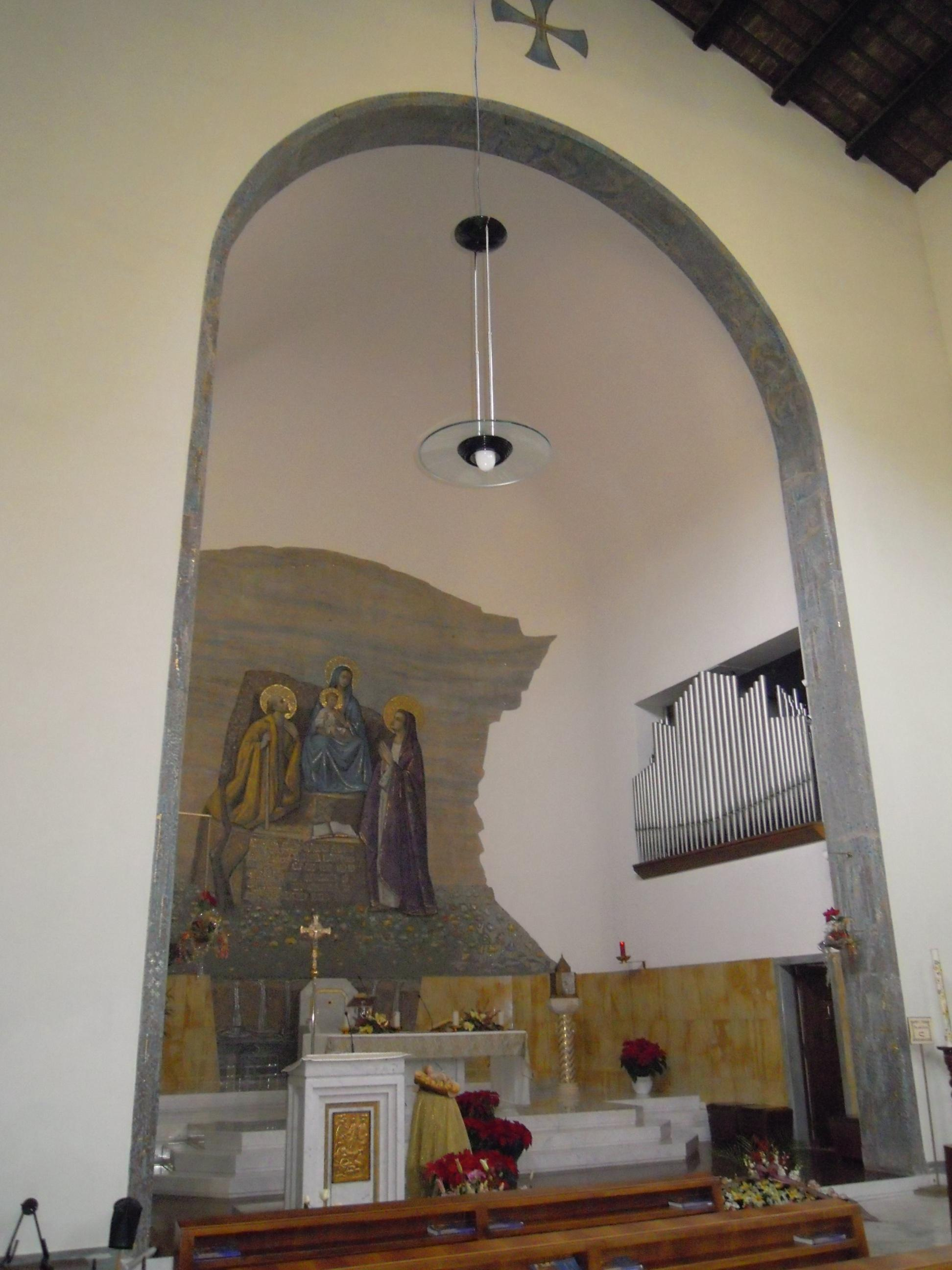
Detalhe do presbitério.

A nova igreja, dedicada à matrona romana Paula, foi construída entre 1949 e 1951 com base num projeto de Tullio Rossi. Em 9 de novembro de 1951, o cardeal-vigário Clemente Micara instituiu uma paróquia de Santa Paola Romana vedova, alla Balduina através do decreto "Quo facilius spirituali" em um território recortado das paróquias de San Francesco d'Assisi a Monte Mario, San Giuseppe al Trionfale e Santa Maria delle Grazie al Trionfale. Nas décadas sucessivas, o interior do edifício foi enriquecido com a chegada de diversas obras de arte, entre as quais o mosaico da abside, obra de Silvio Consadori (1955), a Via Crúcis de bronze, obra de Egidio Giaroli (1961), os grandes quadros da nave de Gian Luigi Bocchetta (1996) e o portal de bronze de Luciano Capriotti (2001). Entre 2003 e 2011, tanto no interior quanto no exterior, a igreja passou por radicais reformas que incluíram a mudança da coloração externa, o presbitério e a instalação de vitrais coloridos.
Em 14 de fevereiro de 2015, no âmbito do Consistório Ordinário Público de 2014 para a criação de novos cardeais, o papa Francisco elevou a igreja a sede do título cardinalício de Santa Paula de Roma.

## Descrição

### Capela antiga
A capela era um pequeno edifício retangular com um telhado pontiagudo com um pequeno campanário no alto, acima da entrada. Há apenas uma entrada com uma moldura de pedra atrás de três degraus de pedra. Uma janela de moldura de pedra ficava para a direita da entrada e uma outra retangular acima. Esta última estava no tímpano de um falso frontão triangular logo abaixo do beiral pontiagudo e estava envolta por uma arquivolta com uma inscrição dedicatória.

### Capela nova
Estruturalmente, a igreja, no que diz respeito às suas linhas arquitetônicas e à sua composição, corresponde aos edifícios religiosos do pós-guerra, ainda incerta entre a retomada da tradição e o desejo de inovação.
O exterior da igreja é caracterizado por uma extrema simplicidade de suas linhas. A fachada, que não corresponde ao formato do edifício atrás, é praticamente lisa, com exceção de um brasão do papa Pio XII no tímpano, mas ganha movimento pelas três janelas centrais sublinhadas por um contorno de tijolos aparentes. O grande portal de entrada, em bronze, representa os "Sete Sacramentos" e "Cenas da Vida de Santa Paula"; ele é precedido por um corpo avançado com uma ampla e profunda arcada de volta perfeita flanqueada por duas janelas monóforas. Também no corpo avançado, assim como no flanco e na torre do campanário, está presente o motivo dos contornos em tijolinhos aparentes sublinhando as várias aberturas e dando às superfícies.

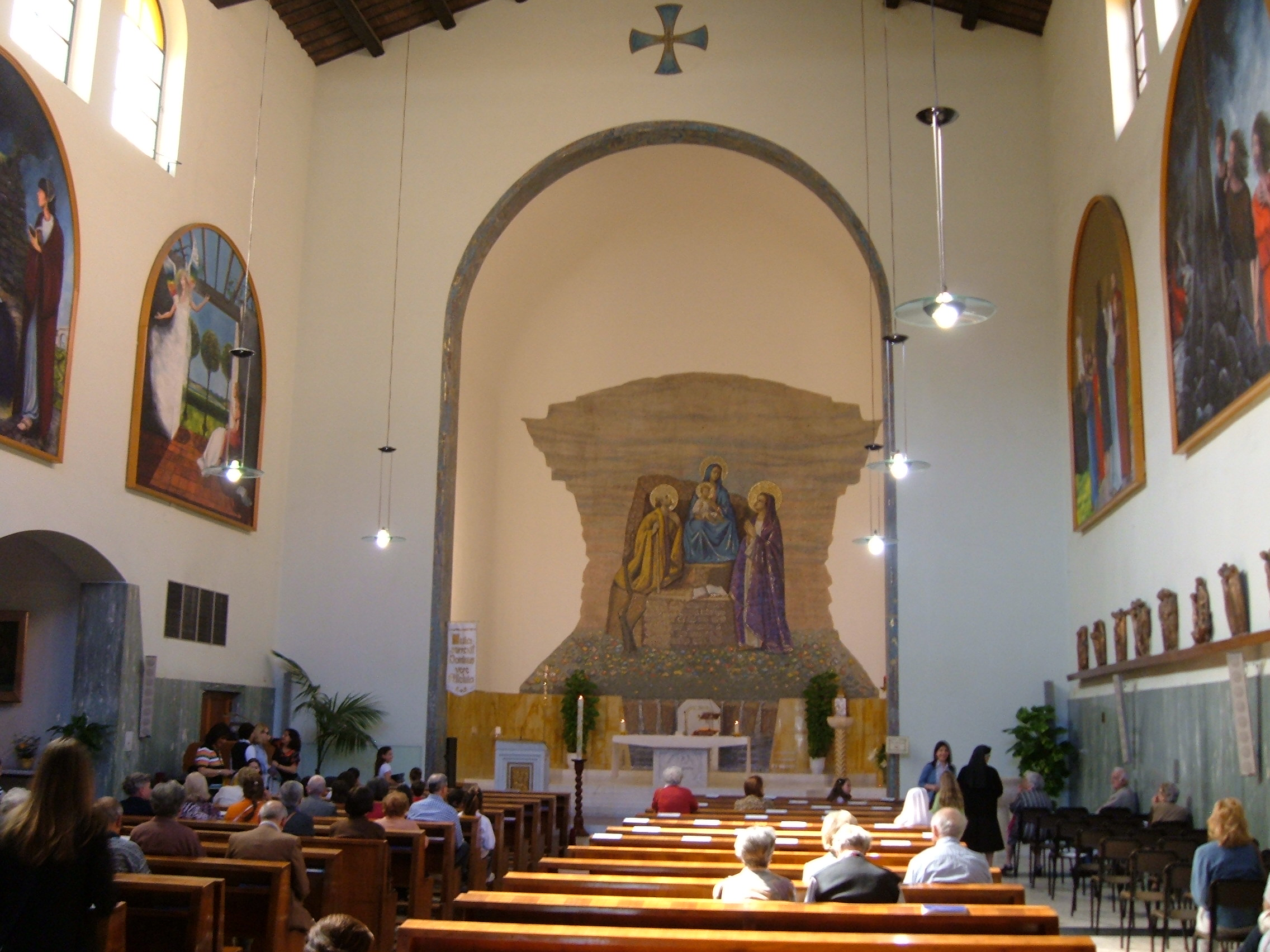
Vista do interior.

Também o interior se apresenta como uma estrutura muito simples: uma nave única e ampla com cobertura de madeira com treliças e uma cantoria na contrafachada, terminada em uma abside bastante profunda e com uma única capela lateral à esquerda, de dimensões reduzidas, separada por dois arcos rebaixados. Nesta última está uma efígie da Madonna del Pozzo proveniente da igrejinha homônima (demolida), uma cópia do século XVIII do antigo ícone bizantino preservado em Santa Maria in Via; no mesmo ambiente está também uma pintura em tela, "São Pio em Pietrelcina", obra de Ulisse Sartini (2003).
Na nave, abaixo das grandes janelas monóforas que constituem o clerestório, estão seis grandes quadros de Gian Luigi Bocchetta (1996) representando "Cenas da Vida de Jesus": "Anunciação", "Natividade", "Ministério público", "Última Ceia", "Morte" e "Ressurreição". Sob eles, ao longo da parede da direita, estão os painéis da "Via Crúcis" em bronze (1961) e um crucifixo (1967), obra de Egidio Giaroli. Na parede do fundo, dos lados do arco da abside, estão a pia batismal de mármore e um vitral colorido, "Batismo de Cristo", de Lidia Nostini (1973).
O presbitério, realçado por alguns degraus em relação ao resto do piso, ocupa o interior da abside e foi realizado na década de 2000 com base num projeto de Mattia del Prete. Ele é composto por móveis de mármore, entre os quais o altar-mor (no centro), o atril (em posição avançada, à esquerda), o trono (no fundo) e o sacrário) (em posição recuada, à direita), este último de Giampiero Maria Arabia. Originalmente, esta área era cercada por uma balaustrada de mármore e, acima do altar, ficava uma pintura de dimensões modestas representando Santa Paula. A abside, semicircular, é, em grande parte, decorada por um mosaico de Silvio Casadori, "Sagrada Família com Santa Paula" (1955).
Em um nicho específico na parede direita da abside, fica um órgão de tubos Pinchi opus 311, construído em 1973 e restaurado e ampliado por Stefano Buccolini no início da década de 2000.